# Ras al-Ayn (nahija)
Nahija Ras al-Ayn je nahija u okrugu Ras al-Ayn, u sirijskoj pokrajini Al-Hasakah. Po popisu iz 2004. (prije rata), nahija je imala 121.536 stanovnika. Administrativno sjedište je u naselju Ras al-Ayn.